# Chrissy Metz
Christine Michelle Metz (29 de septiembre de 1980), conocida artísticamente como Chrissy Metz, es una actriz y cantante estadounidense. Interpretó a Kate Pearson en la serie de televisión This Is Us  (2016-2022), que le valió nominaciones a un premio Primetime Emmy y dos Globo de Oro. También ha aparecido en películas como Sierra Burgess Is a Loser (2018) y Breakthrough (2019).

## Primeros años
Metz nació en Homestead (Florida) y al poco tiempo se trasladó a Japón, donde vivió con su familia durante diez años. Luego volvió a Gainesville (Florida), donde cursó estudios primarios y secundarios, y más tarde se mudó a Los Ángeles (California). Creció con su madre, su padrastro, dos hermanos y dos medios hermanos.

## Carrera
Algunos de sus primeros trabajos como actriz en televisión fueron en las series All of Us, My Name Is Earl y Huge. Ganó mayor notoriedad por interpretar a Barbara en la serie de televisión American Horror Story: Freak Show. Después de su paso por dicha serie, la actriz pasó por un periodo de desempleo y dificultades económicas; su cuenta bancaria tenía 81 centavos cuando consiguió un papel en la serie cómica dramática This Is Us. En 2016, formó parte de This Is Us, donde interpreta a Kate, papel por el que recibió una candidatura a los Premios Globo de Oro como mejor actriz de reparto de serie, miniserie o telefilme y otra a los Emmy como mejor actriz de reparto en una serie dramática.
Como cantante forma parte de la banda Chrissy and the Vapors.
A principios de 2018, se anunció que participaría en Breakthrough, donde interpreta a Joyce Smith, la madre de John, un niño de catorce años que se cayó a través de un lago helado de Missouri y fue declarado muerto. La película, basada en el libro escrito por Smith, explora la creencia de la madre de que su hijo volvió a la vida gracias a la intercesión de Dios a través de sus oraciones y las de otros. En 2021, interpretó al fantasma de Haunting Harriet en Muppets Haunted Mansion.

## Vida privada
Metz se casó con el periodista británico Martyn Eaden el 5 de enero de 2008 en Santa Bárbara (California). Se separaron en 2013 y en noviembre de 2014 iniciaron los trámites de divorcio. En 2016 conoció a su entonces pareja, Josh Stancil, durante la filmación de This Is Us cuya relación terminó en el 2018. Salió con el compositor Hal Rosenfeld desde 2018 a 2020. De 2020 a 2023, salió con el compositor y exejecutivo musical Bradley Collins después de conocerlo en la aplicación de citas Bumble. Coescribieron un libro para niños When I Talk to God, I Talk About You.
Metz es cristiana.

## Filmografía

### Cine
| Año  | Título                          | Rol               | Notas                        |
| ---- | ------------------------------- | ----------------- | ---------------------------- |
| 2007 | Loveless in los Angeles         | Bonnie            |                              |
| 2008 | The Onion Movie                 | Chica pesada      | Sin acreditar                |
| 2018 | Sierra Burgess Is a Loser       | Madre de Verónica |                              |
| 2019 | Breakthrough                    | Joyce Smith       |                              |
| 2022 | Stay Awake                      | Michelle          | También productora ejecutiva |
| 2023 | A Creature was Stirring         | Faith             |                              |
| 2023 | Bank of Dave 2: The Loan Ranger | Jessica           |                              |

### Televisión
| Año       | Título                             | Rol                    | Notas                                         |
| --------- | ---------------------------------- | ---------------------- | --------------------------------------------- |
| 2005      | Entourage                          | Chica contadora        | Episodio: "The Sundance Kids" (2x7)           |
| 2005      | All of Us                          | Kate                   | Episodio: "If You Can't Stand the Heat" (3x2) |
| 2008      | My Name Is Earl                    | Chunk                  | Episodio: "We've Got Spirit" (4x6)            |
| 2009      | Solving Charlie                    | Maggie Harmon          | Telefilme                                     |
| 2010      | Huge                               | Shoshanna              | Episodio: "Talent Night" (1x4)                |
| 2014–2015 | American Horror Story: Freak Show  | Barbara/Ima Wiggles    | Recurrente; 5 episodios                       |
| 2016–2022 | This Is Us                         | Kate Pearson           | Principal                                     |
| 2018      | The Last O.G.                      | Pooh Cat               | Episodio: "Repass" (1x5)                      |
| 2018-2019 | Kung Fu Panda: The Paws of Destiny | Mei Mei                | Recurrente; 12 episodios (Voz)                |
| 2019      | Superstore                         | Luanne                 | Episodio: "#Cloud9Fail" (4x20)                |
| 2021      | Muppets Haunted Mansion            | Ella misma/Poodle Moth |                                               |
| 2024      | The Masked Singer                  | Harriet                |                                               |

## Premios y nominaciones

### Premios Globo de Oro
| Año  | Categoría                                               | Serie      | Resultado |
| ---- | ------------------------------------------------------- | ---------- | --------- |
| 2017 | Mejor actriz de reparto de serie, miniserie o telefilme | This Is Us | Nominada  |
| 2018 | Mejor actriz de reparto de serie, miniserie o telefilme | This Is Us | Nominada  |

### Premios Emmy
| Año  | Categoría                                 | Serie      | Resultado |
| ---- | ----------------------------------------- | ---------- | --------- |
| 2017 | Mejor actriz de reparto - Serie Dramática | This Is Us | Nominada  |

### Premios del Sindicato de Actores
| Año  | Categoría                           | Serie      | Resultado |
| ---- | ----------------------------------- | ---------- | --------- |
| 2018 | Mejor reparto de televisión - Drama | This Is Us | Ganadora  |
| 2019 | Mejor reparto de televisión - Drama | This Is Us | Ganadora  |

### Premios de la Crítica Televisiva
| Año  | Categoría                       | Serie      | Resultado |
| ---- | ------------------------------- | ---------- | --------- |
| 2018 | Mejor actriz de reparto - Drama | This Is Us | Nominada  |

### Teen Choice Awards
| Año  | Categoría                        | Serie        | Resultado |
| ---- | -------------------------------- | ------------ | --------- |
| 2017 | Mejor Estrella Revelación        | This Is Us   | Nominada  |
| 2018 | Mejor Actriz Drama de Televisión | This Is Us   | Nominada  |
| 2019 | Mejor Actriz Película Drama      | Breakthrough | Nominada  |

### MTV Movie & TV Awards
| Año  | Categoría               | Serie      | Resultado |
| ---- | ----------------------- | ---------- | --------- |
| 2017 | Mejor Actriz Revelación | This Is Us | Nominada  |